# Eparquía de Dara de los sirios
La eparquía titular de Dara de los sirios (en latín: Eparchia Darensis Syrorum) es una eparquía titular de la Iglesia católica conferida a miembros de la Iglesia católica siria. Corresponde a una antigua diócesis de la Iglesia ortodoxa siria cuya sede estaba en la ciudad de Dara, cerca del actual pueblo de Oğuz en Turquía. De acuerdo al Anuario Pontificio, Dara fue una sede metropolitana de la provincia de Mesopotamia II.

## Historia
Dara también fue conocida como Anastasiópolis por el nombre del emperador Anastasio que la hizo construir en 506. Sus ruinas se encuentran cerca del pueblo turco de Oğuz. La ciudad era la sede de una antigua arquidiócesis metropolitana de la provincia romana de Mesopotamia en la diócesis civil de Oriente y en el patriarcado de Antioquía.
La ciudad fue construida por los romanos a principios del siglo VI y elevada al estatus de sede metropolitana con tres diócesis sufragáneas: Resaina (o Teodosiópolis), Rando y Nasala. En el siglo X Dara perdió el estatus de sede metropolitana a favor de la sede de Resaina.
El primer obispo fue Eutiquiano, sacerdote de Amida, quien tomó posesión de su nuevo hogar en 506. Fue sucedido por Tomás, quien fue depuesto en 519 porque fue hostil al Concilio de Calcedonia y murió en 540. Mamas fue deportado en 537. Esteban asistió al Concilio de Constantinopla en 553.
A partir del siglo VII, la diócesis, como muchas otras en la región, fue conquistada por los árabes y se convirtió en la sede de un arzobispo jacobita: según las Crónicas de Miguel Sirio, se conocen 17 metropolitanos jacobitas desde el siglo VIII hasta el final del siglo XI.

### Sede titular
Una sede titular católica es una diócesis que ha cesado de tener un territorio definido bajo el gobierno de un obispo y que hoy existe únicamente en su título. Continúa siendo asignada a un obispo, quien no es un obispo diocesano ordinario, pues no tiene ninguna jurisdicción sobre el territorio de la diócesis, sino que es un oficial de la Santa Sede, un obispo auxiliar, o la cabeza de una jurisdicción que es equivalente a una diócesis bajo el derecho canónico.
La diócesis de Dara fue restablecida como eparquía titular de Dara de los sirios en 1979 y fue conferida por primera vez por la Santa Sede el 25 de agosto de 1979 al obispo auxiliar Atanasio Matti Shaba Matoka. Previamente había existido una eparquía titular con el nombre de Anastasiópolis.

## Cronología de los obispos

### Obispos de la sede residencial
- Eutiquiano † (506-?)
- Tomás † (?-519 depuesto)
- Mamas † (mencionado en 537)
- Esteban † (mencionado en 553)
  - Juan † (después de 567-573 falleció) (obispo jacobita)
- San Teodoro † (mencionado en 590 circa)

### Obispos de la sede titular
- Athanase Matti Shaba Matoka † (25 de agosto de 1979-15 de julio de 1983 nombrado archieparca de Bagdad de los sirios)
- Flavien José Melki, desde el 25 de mayo de 1996[5]